# Aleksandr Kidin
Aleksandr Nikołajewicz Kidin (ros. Александр Николаевич Кидин, ur. 17 marca 1909 w Kałudze, zm. 6 czerwca 1959 w Iżewsku) – radziecki polityk, członek KC KPZR (1952–1956).

## Życiorys
W 1929 ukończył mechaniczne technikum kolejowe w Kałudze, potem był pomocnikiem maszynisty i maszynistą parowozowym oraz technikiem parowozowym w zajezdni w Kałudze i na Dalekim Wschodzie. 
Od 1930 w WKP(b), 1933–1936 słuchacz Wyższych Kursów Prawniczych, 1936–1938 prokurator rejonowy w obwodzie moskiewskim. Od 1938 do stycznia 1941 I sekretarz rejonowego komitetu WKP(b), 1941–1942 I sekretarz Komitetu Miejskiego WKP(b) w Klinie, od 1942 do lutego 1945 zastępca przewodniczącego Komitetu Wykonawczego Rady Obwodowej w Moskwie, od 5 lutego 1945 do 6 października 1950 przewodniczący Komitetu Wykonawczego Rady Obwodowej w Smoleńsku. Od 1952 inspektor KC WKP(b), później zastępca kierownika Wydziału Administracyjnego KC WKP(b), od sierpnia 1951 do listopada 1955 I sekretarz Komitetu Obwodowego WKP(b)/KPZR we Włodzimierzu. Od 14 października 1952 do 14 lutego 1956 członek KC KPZR, 1955–1956 kierownik Wydziału Organów Handlowo-Finansowych i Planowych KC KPZR, od 25 lutego 1956 do śmierci członek Centralnej Komisji Rewizyjnej KPZR, od 10 kwietnia 1959 I sekretarz Udmurckiego Obwodowego Komitetu KPZR. Deputowany do Rady Najwyższej ZSRR 2,4 i 5 kadencji. 
Odznaczony m.in. dwoma Orderami Czerwonego Sztandaru Pracy i Orderem „Znak Honoru”.
Pochowany na cmentarzu Nowodziewiczym.